# Maria Wojtkowska

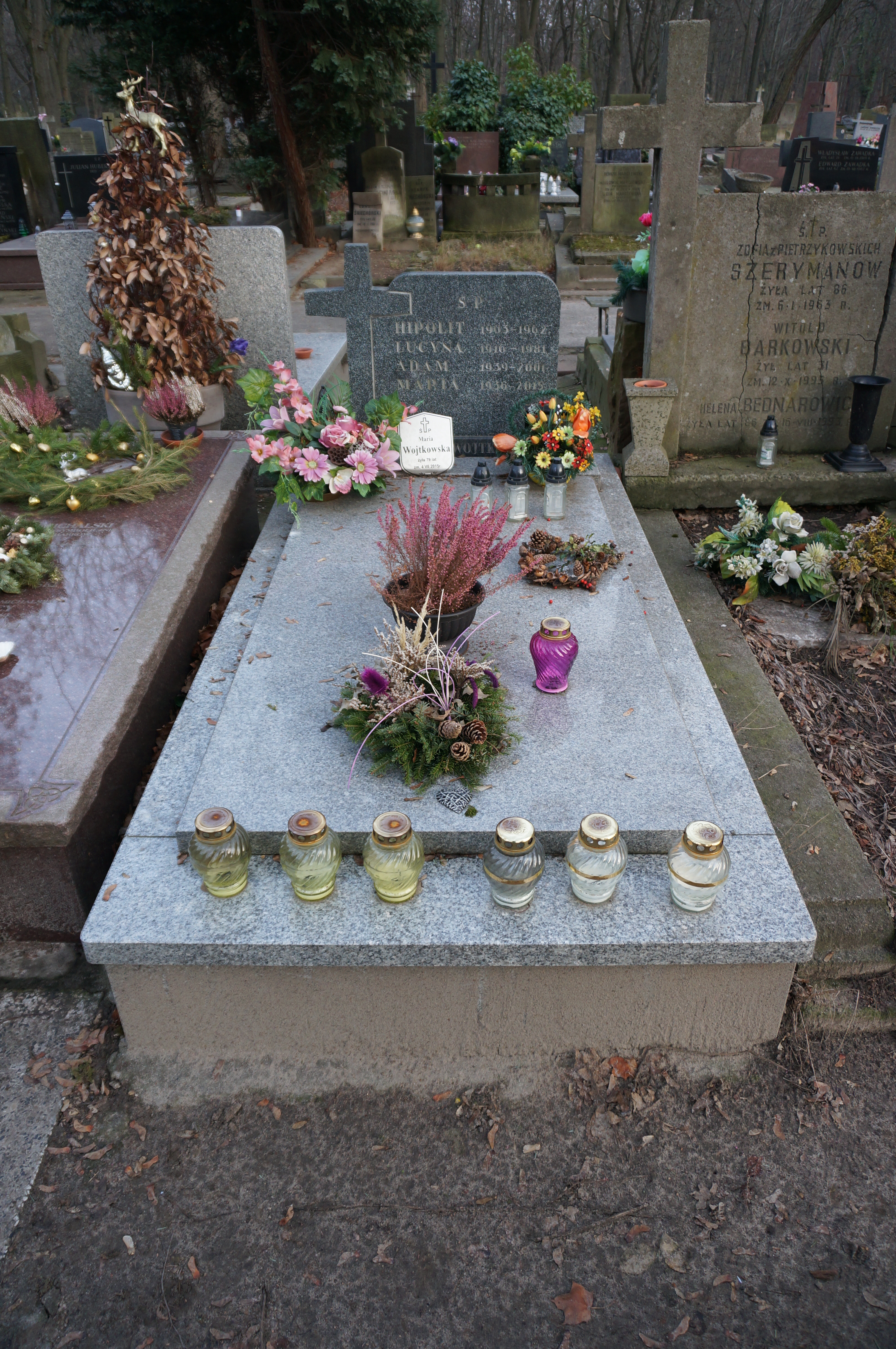
Grób Marii Wojtkowskiej na Cmentarzu Powązkowskim (styczeń 2020)

Maria Wojtkowska (ur. 1936, zm. 4 lipca 2015) – polska spadochroniarka, wieloletnia instruktorka spadochronowa Aeroklubu Warszawskiego, skoczek doświadczalny, reprezentantka Polski w spadochroniarstwie oraz pilot i instruktor samolotowy .

## Działalność sportowa
W latach 1956–1962 członek spadochronowej kadry narodowej. 16 marca 1957 wraz z Romaną Skatulską jako pierwsze kobiety w kraju otrzymały tytuły mistrzyń sportu w spadochroniarstwie. 28 kwietnia 1957 wykonała jako pierwsza kobieta w Polsce dwusetny skok ze spadochronem . Trzykrotnie brała udział w Spadochronowych Mistrzostwach Świata. 16 sierpnia 1958 na IV Spadochronowych Mistrzostwach Świata w Bratysławie (Czechosłowacja) polska reprezentacja kobiet w składzie: Anna Franke, Antonina Chmielarczyk, Maria Wojtkowska, w konkurencji skoku grupowego zajęły drugie miejsce zdobywając wicemistrzostwo świata i srebrny medal. W klasyfikacji drużynowej kobiet, w tym samym składzie, zajęły drugie miejsce zdobywając Wicemistrzostwo Świata i srebrny medal. Ponadto na VII Spadochronowych Mistrzostwach Polski w Rzeszowie (17–24 września 1961) w klasyfikacji kobiet zdobyła tytuł drugiej Wicemistrzyni Polski. Ustanowiła wiele rekordów Polski na celność lądowania, 7 września 1955 ustanowiła nowy rekord krajowy , 9 października 1958 Maria Wojtkowska wraz z Elżbietą Makos i Romaną Skatulską, ustanowiły rekord świata w skoku grupowym z samolotu CSS-12, z natychmiastowym otwarciem spadochronu, z wysokości 8290 m  i 12 sierpnia 1961 wraz z Marianną Puchar ustanowiły dwa rekordy Polski w skokach z wysokości l000 m. W sumie wykonała 552 skoki spadochronowe. W tym czasie uzyskała licencje pilota turystycznego, a następnie pilota zawodowego. W 1976 rozpoczęła pracę w Instytucie Lotnictwa na etacie pilota. Zdobyła uprawnienia pilota I klasy oraz uprawnienia do lotów grupowych, lotów nocnych, do wykonywania lotów na akrobację, holowania szybowców, wyrzucania skoczków spadochronowych, uprawnienia instruktora I klasy oraz do wykonywania lotów wg przyrządów IFR oraz uprawnienia do wykonywania lotów na samolotach wielosilnikowych An-28, jak również wykonywania czynności instruktora na samolotach tego typu. Razem wylatała około 3000 godzin.
Maria Wojtkowska zmarła 4 lipca 2015. Została pochowana w grobie rodzinnym 20 lipca 2015 na Cmentarzu Powązkowskim (kwatera 323-2-24).

## Galeria

Maria Wojtkowska
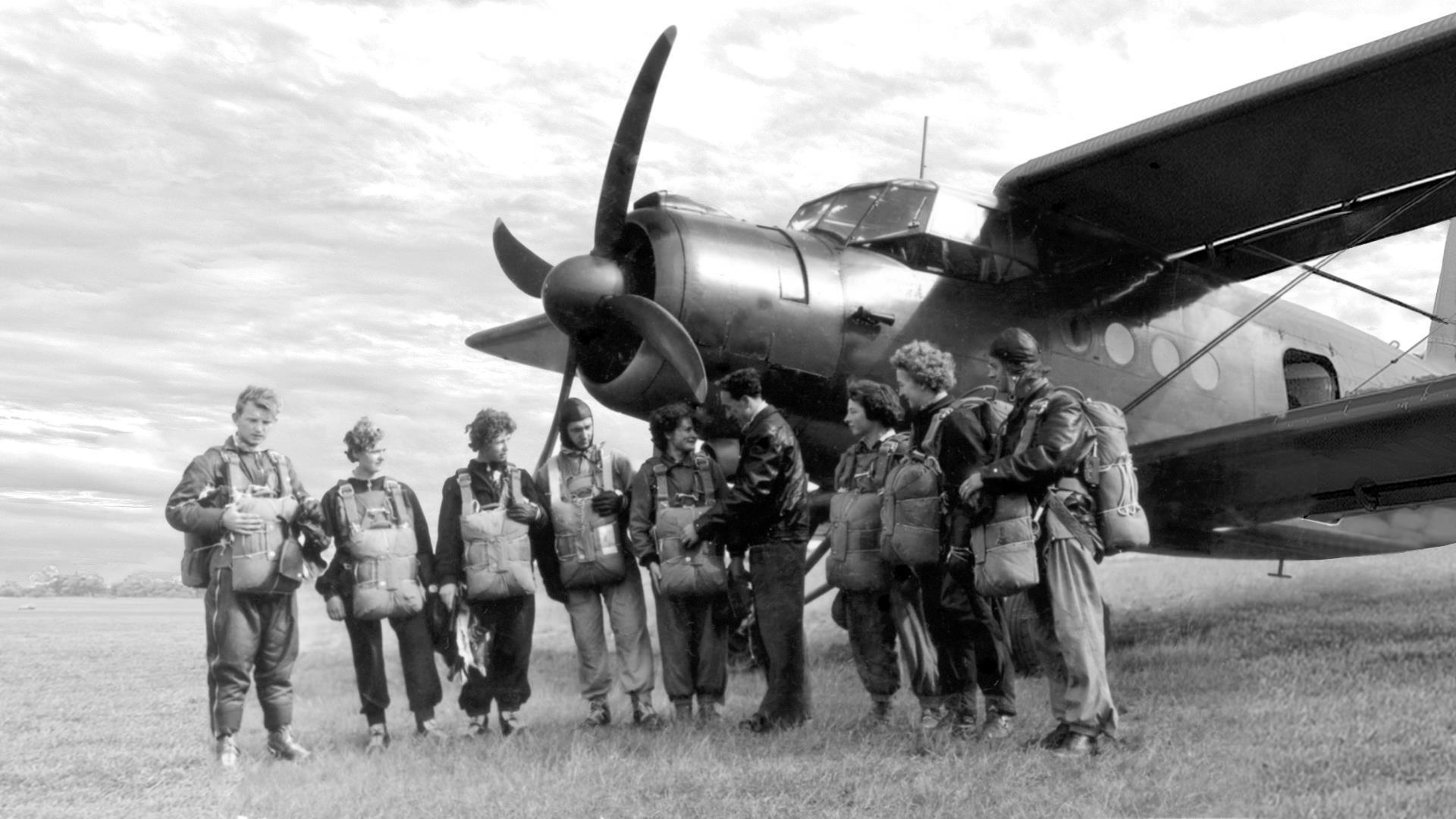
Członkowie Spadochronowej Kadry Narodowej, trzecia z lewej: Maria Wojtkowska (lotnisko Poznań-Kobylnica 1956)
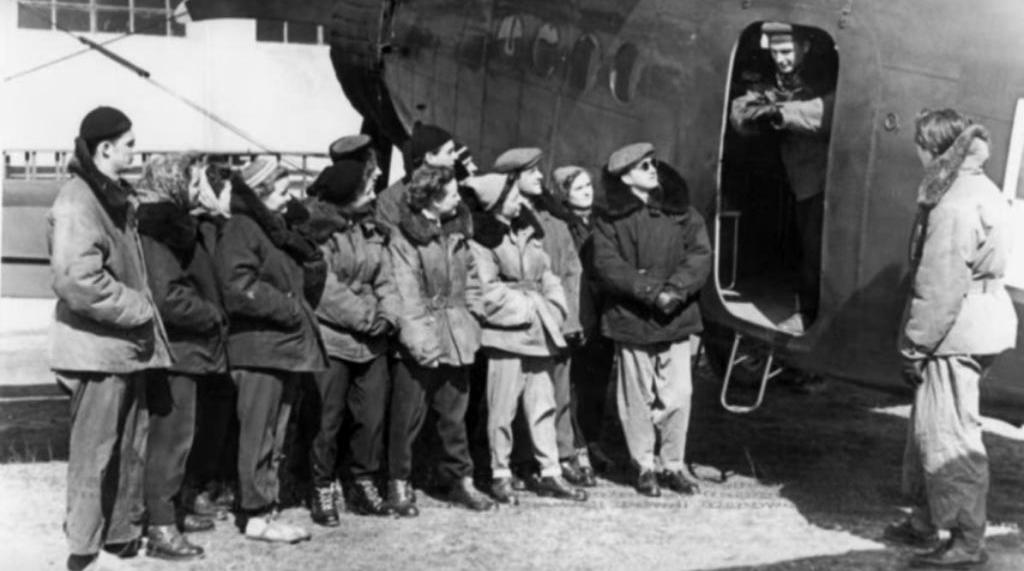
Spadochronowa Kadra Narodowa. Od lewej: Jerzy Kowalczuk, nn, Aleksandra Wojtkowiak, Maria Wojtkowska, Romana Skatulska, Wanda Brzyska, Bolesław Gargała, Antonina Chmielarczyk, Stefan Zmysłowski. Po prawej Paweł Lipowczan (1957)
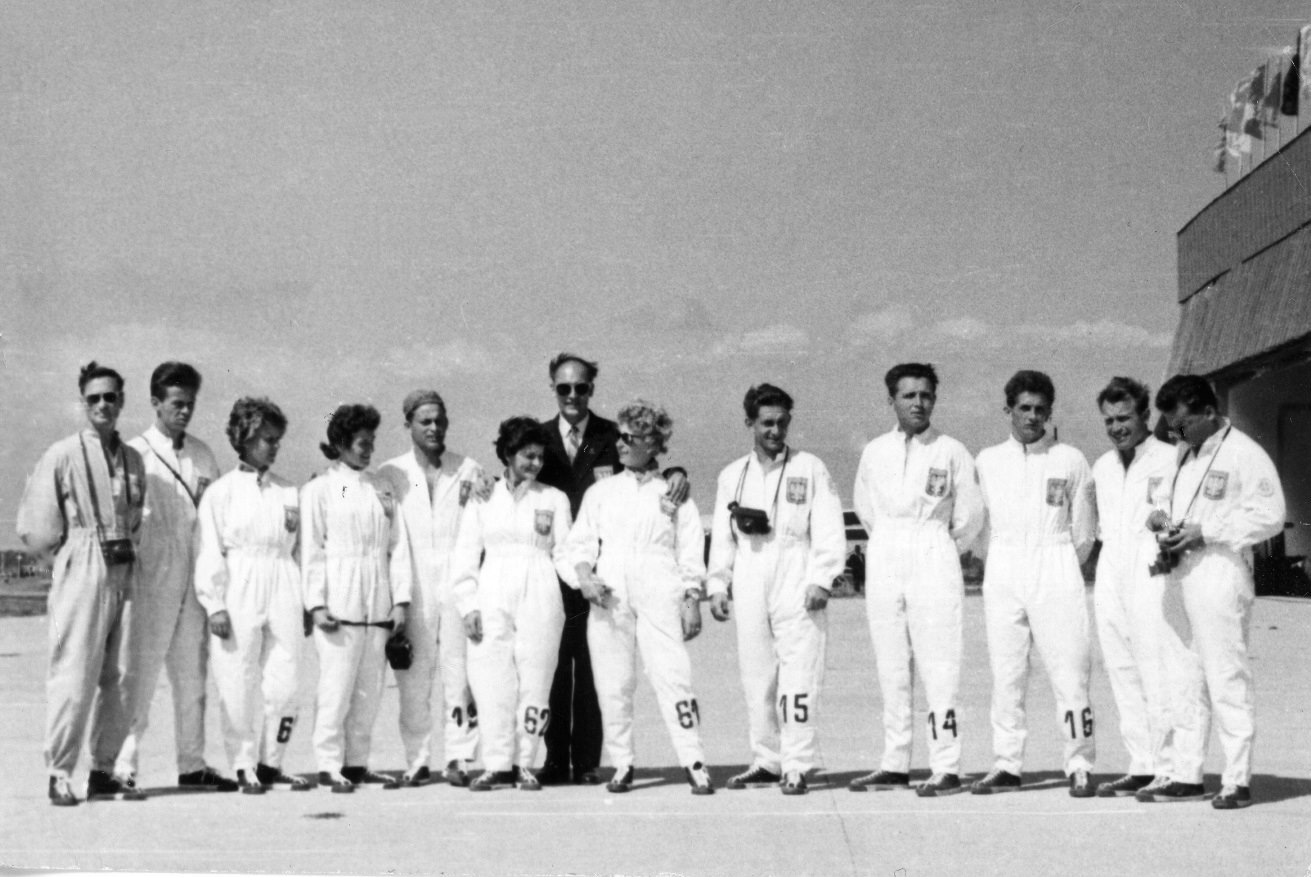
V Spadochronowe Mistrzostwa Świata Bułgaria. Polska ekipa, szósta z prawej Maria Wojtkowska (Lotnisko Musaczewo 1960)